# Euacidalia externata
Euacidalia externata là một loài bướm đêm trong họ Geometridae.